# Marc McClure
Marc McClure (ur. 31 marca 1957) – amerykański aktor filmowy i telewizyjny, znany m.in. z roli Jimmy’ego Olsena w serii filmów o Supermanie, a także z roli Dave’a McFly’a w trylogii Powrót do przyszłości.

## Wybrana filmografia[1]

### Filmy
- 1976: Zwariowany piątek
- 1978: Powrót do domu
- 1978: Superman
- 1980: Używane samochody
- 1980: Superman II
- 1983: Superman III
- 1984: Supergirl
- 1985: Powrót do przyszłości
- 1987: Superman IV
- 1989: Wszystko jest możliwe
- 1989: Powrót do przyszłości II
- 1990: Powrót do przyszłości III
- 1995: Apollo 13
- 1996: Szaleństwa młodości
- 2003: Zakręcony piątek
- 2005: Trener
- 2008: Frost/Nixon
- 2017: Liga Sprawiedliwości
- 2021: Liga Sprawiedliwości Zacka Snydera

### Seriale
- 2007: Tajemnice Smallville
- 2017: Bezmocni